# Sak K'uk'
Sak K'uk', conosciuta anche come Sac Kuk (Palenque, ... – ...; fl. VII secolo), è stata la madre di K'inich Janaab' Pakal, il più celebre re maya di Palenque.

## Ascesa al trono
Gli epigrafisti e gli storici non sono più certi che Sak K'uk' abbia regnato sulla città di Palenque. C'è chi pensa che Sak K'uk' abbia governato sotto lo pseudonimo di Muwaan Mat, ma non vi è alcuna certezza. Certo è che nel 615 d.C. la Sak K'uk' ha il compito fondamentale di incoronare suo figlio, il dodicenne K'inich Janaab' Pakal. Probabilmente il suo ruolo di guida politica fu di rilievo almeno nei primi anni del regno di K'inich Janaab' Pakal.